# Hyperversum - Il falco e il leone
Hyperversum - Il falco e il leone è un romanzo fantasy per ragazzi del 2007 della scrittrice italiana Cecilia Randall. Seguito di Hyperversum (2006), è il secondo libro di una serie di sei romanzi e il suo seguito è Hyperversum - Il cavaliere del tempo.

## Trama
Due anni e mezzo dopo il ritorno all'età contemporanea al termine del libro precedente, i due giovani americani Daniel Freeland e l'amico Ian Maayrkas riescono per caso a tornare nel medioevo, anno 1215, tramite il videogioco Hyperversum, che permette di vivere avventure storiche attraverso la realtà virtuale.
Dopo un viaggio virtuale a vuoto al monastero di Saint Michel i due – che per l'esercito francese sono cavalieri – riescono realmente a tornare nel Medioevo, e intraprendono il viaggio verso Châtel Argent, nelle terre dei Montmayeur. Ma lungo il cammino vengono intercettati da un cavaliere inglese, Geoffrey Martewall, appena uscito dalle galere francesi e in viaggio verso la Manica con alcuni accompagnatori fiamminghi. Martewall ha motivi d'odio nei confronti di Ian poiché sospetta la sua falsa identità e soprattutto perché vuole vendicare la morte dell'amico Jerome Derangale, ucciso da Ian durante gli eventi del primo libro. Insieme ai suoi sgherri rapisce i due statunitensi per portarli oltre la Manica, nel suo feudo di Dunchester.
Durante il viaggio in nave Ian riesce a fuggire, convinto che Daniel possa prontamente abbandonare la situazione di pericolo grazie a Hyperversum. Il gioco invece ha nuovamente un problema e non risponde più ai comandi, pertanto Daniel rimane prigioniero di Martewall, unico figlio superstite del barone di Dunchester. All'arrivo al castello di quest'ultimo, Daniel assiste alla rivolta del vecchio barone all'autorità di re Giovanni Senza Terra. Dunchester viene posta sotto assedio dal Conte di Salisbury, William Lunga-Spada, e dalle truppe mercenarie al soldo del re.
Nel frattempo Ian, trovatosi al porto di Glenhaven, ha scelto di risalire la costa per vedere se l'amico è riuscito o meno a fuggire. Incontra un giovane, Beau "Coda di Volpe", figlio di un cavaliere francese deceduto e di una contadina inglese che vive a Willingam, e un ex soldato, Thomas Bull, che gli rivelano le penose condizioni di vita dei contadini locali sotto il Senza Terra. Insieme ai profughi dei villaggi distrutti dagli esattori del re, Ian arriva a Dunchester per provare a salvare Daniel, ma rimane intrappolato con lui nell'assedio. Lì scopre quanto nessuno storico aveva mai compreso prima: che Salisbury, fratellastro del re, è in realtà tra gli architetti della rivolta dei baroni dell'estate del 1215, che costringerà il Senza Terra a concedere la Magna Charta. Ma Ian e Daniel sono ancora nel gennaio 1215, e se il primo sa che tornerà a casa, a Châtel Argent, dove avrà un secondo figlio con la moglie, il destino di Daniel rimane ancora incerto. Per aiutare gli eventi Ian - che conosce già come si svolgerà la storia futura - si impegna a nome del suo casato, i Ponthieu, a intervenire in appoggio dei baroni, e in compagnia di Martewall, ormai alleato, torna in Francia dal fratello Guillaume de Ponthieu per convincere il futuro Luigi VIII a varcare la Manica nel 1216.
Autorizzato a tornare a Dunchester con un ambasciatore, Ian aiuta Geoffrey Martewall a riprendere il castello, inconsapevolmente aiutato dall'interno da Daniel, dai cavalieri di Dunchester e di Salisbury superstiti e dalla gente dei villaggi. Durante lo scontro Daniel, ferito, riesce a richiamare Hyperversum e torna nel XXI secolo dopo aver appiccato un incendio, lasciando Ian nel XIII secolo. Ian tornerà così a Châtel Argent per riprendere il suo posto e veder nascere suo figlio. 
Daniel, invece, dopo aver scoperto che il blocco del gioco era stato causato da uno spegnimento del computer, non riuscirà più a far funzionare Hyperversum in modo da riaprire il passaggio verso il medioevo.

## Edizioni
- Cecilia Randall, Hyperversum - Il falco e il leone, Giunti, 2007,  pp. 672, cap. 45, ISBN 978-88-09-05528-5.